# 朱健楖
新蔡昭和王朱健楖（1515年—1570年），明朝魯藩第二代新蔡王，新蔡端穆王朱當泘的嫡長子。

## 生平
朱健楖初封新蔡長子。嘉靖二十六年（1547年），新蔡端穆王朱當泘去世。嘉靖二十九年（1550年），朱健楖襲封新蔡王。
隆慶四年（1570年）十月，朱健楖去世，享年五十六歲，諡號昭和。四年後，嫡長子朱觀煃襲爵。

## 家庭

### 妻
- 孫氏，初冊為新蔡長子夫人，嘉靖二十九年（1550年）冊為新蔡王妃[1]。

### 子
- 嫡長子：新蔡長子→新蔡恭惠王朱觀煃